# Corbara (Alta Córsega)
Corbara é uma comuna francesa na região administrativa de Córsega, no departamento da Alta Córsega. Estende-se por uma área de 10,19 km². 